# Società Sportiva Monopoli 1966 2022-2023
Questa voce raccoglie le informazioni riguardanti l'SS Monopoli 1966 nelle competizioni ufficiali della stagione 2022-2023.

## Stagione
Nella stagione 2022-2023 il Monopoli allenato da Giacomo Ferrari disputa il girone C del campionato di Serie C, raccoglie 54 punti con il settimo posto posto finale. Grazie a questo piazzamento il Monopoli disputa i Play-off, superando anche il primo turno vincendo (1-0) contro il Latina, mentre nel secondo turno viene eliminato dal Cerignola, che si è imposto (2-1). Nel girone di andata la squadra pugliese ha ottenuto 25 punti, mentre nel girone di ritorno il suo bottino è stato di 29 punti. Nella Coppa Italia di Serie C i biancoverdi nel primo turno hanno superato (1-2) il Taranto, mentre nel secondo turno sono stati eliminati (3-2) dal Crotone.

## Divise e sponsor
Il fornitore tecnico per la stagione 2022-2023 è Joma. Gli sponsor di maglia sono Green Link, Callea ed EBC.

## Rosa
| N. |                   | Ruolo | Calciatore                      |
| -- | ----------------- | ----- | ------------------------------- |
| 1  | Italia (bandiera) | P     | Lorenzo Avogradi                |
| 2  | Italia (bandiera) | D     | Giovanni Pinto                  |
| 3  | Italia (bandiera) | D     | Luca Falbo                      |
| 4  | Italia (bandiera) | D     | Nicola Bizzotto (vice capitano) |
| 5  | Italia (bandiera) | D     | Erasmo Mulè                     |
| 6  | Italia (bandiera) | D     | Michele Fornasier               |
| 7  | Italia (bandiera) | A     | Ernesto Starita                 |
| 8  | Italia (bandiera) | C     | Marco Piccinni (capitano)       |
| 9  | Italia (bandiera) | A     | Simone Simeri                   |
| 10 | Italia (bandiera) | C     | Mattia Rolando                  |
| 11 | Italia (bandiera) | A     | Mattia Montini                  |
| 18 | Italia (bandiera) | D     | Mirko Drudi                     |

| N. |                   | Ruolo | Calciatore          |
| -- | ----------------- | ----- | ------------------- |
| 19 | Italia (bandiera) | C     | Carlo De Risio      |
| 20 | Italia (bandiera) | A     | Niccolò Corti       |
| 21 | Italia (bandiera) | C     | Andrea Bussaglia    |
| 22 | Italia (bandiera) | P     | Thomas Vettorel     |
| 23 | Italia (bandiera) | C     | Giuseppe Fella      |
| 25 | Italia (bandiera) | C     | Francesco Vassallo  |
| 26 | Italia (bandiera) | D     | Ivan De Santis      |
| 27 | Italia (bandiera) | C     | Zaccaria Hamlili    |
| 28 | Italia (bandiera) | C     | Giacomo Manzari     |
| 31 | Italia (bandiera) | A     | Vincenzo Cirrottola |
| 71 | Italia (bandiera) | P     | Timothy Nocchi      |
| 77 | Italia (bandiera) | C     | Orlando Viteritti   |

## Risultati

### Serie C - girone C

#### Girone di andata
| Arbitro: | Di Graci (Como) |

|                                                    |           |                  |
| Starita 33’, 90+2’ Simeri 73’ (rig.) Fornasier 77’ | Marcatori | 21’ (rig.) Guida |

| Arbitro: | Caldera (Como) |

|                  |           |  |
| Golemic 17’, 37’ | Marcatori |  |

| Arbitro: | Fiero (Pistoia) |

|                         |           |              |
| Starita 11’ Montini 23’ | Marcatori | 84’ Casarini |

| Arbitro: | Di Marco (Ciampino) |

|                        |           |  |
| Caldore 10’ Silipo 35’ | Marcatori |  |

| Arbitro: | Bonacina (Bergamo) |

|                          |           |              |
| De Risio 52’ Montini 81’ | Marcatori | 68’ D'Andrea |

| Arbitro: | Crezzini (Siena) |

|          |           |                          |
| Diop 85’ | Marcatori | 32’ Montini 70’ Piccinni |

| Arbitro: | Nicolini (Brescia) |

|  |           |           |
|  | Marcatori | 25’ Nesta |

| Torre del Greco 15 ottobre 2022 8ª giornata | Turris           | 0 – 0 | Monopoli | Stadio Amerigo Liguori\| Arbitro: \| Collu (Cagliari) \| |
| Arbitro:                                    | Collu (Cagliari) |       |          |                                                          |

| Arbitro: | Pascarella (Nocera Inferiore) |

|  |           |                |
|  | Marcatori | 41’ Vandeputte |

| Arbitro: | Giordano (Novara) |

|                           |           |                        |
| Verde 12’ Tolomello 90+4’ | Marcatori | 20’ Piccinni 58’ Falbo |

| Arbitro: | E. Longo (Cuneo) |

|                          |           |  |
| De Risio 26’ Fella 90+3’ | Marcatori |  |

| Arbitro: | Arena (Torre del Greco) |

|             |           |           |
| Bolsius 51’ | Marcatori | 34’ Falbo |

| Arbitro: | Angelucci (Foligno) |

|  |           |                            |
|  | Marcatori | 15’ Di Pasquale 81’ Vuthaj |

| Arbitro: | Baratta (Rossano) |

|                  |           |           |
| Felippe 16’, 46’ | Marcatori | 58’ Pinto |

| Arbitro: | Cavaliere (Paola) |

|           |           |  |
| Falbo 85’ | Marcatori |  |

| Latina 30 novembre 2022 16ª giornata | Latina                     | 0 – 0 | Monopoli | Stadio Domenico Francioni\| Arbitro: \| Catanoso (Reggio Calabria) \| |
| Arbitro:                             | Catanoso (Reggio Calabria) |       |          |                                                                       |

| Arbitro: | Pascarella (Nocera Inferiore) |

|             |           |                            |
| Manzari 80’ | Marcatori | 17’ Caturano 38’ Di Grazia |

| Arbitro: | Petrella (Viterbo) |

|              |           |                        |
| Vassallo 87’ | Marcatori | 2’ Vergani 36’ Desogus |

| Arbitro: | Mastrodonato (Matera) |

|             |           |                                                               |
| De Sena 20’ | Marcatori | 10’ Pinto 35’ De Santis 48’ Manzari 59’ Viteritti 85’ Starita |

#### Girone di ritorno
| Taranto 23 dicembre 2022 20ª giornata | Taranto            | 0 – 0 | Monopoli | Stadio Erasmo Iacovone\| Arbitro: \| Scatena (Avezzano) \| |
| Arbitro:                              | Scatena (Avezzano) |       |          |                                                            |

| Arbitro: | Carrione (Castellammare di Stabia) |

|                    |           |                        |
| Starita 80’ (rig.) | Marcatori | 46’ Vitale 52’ Chiricò |

| Avellino 15 gennaio 2023 22ª giornata | Avellino       | 0 – 0 | Monopoli | Stadio Partenio-Lombardi\| Arbitro: \| Caldera (Como) \| |
| Arbitro:                              | Caldera (Como) |       |          |                                                          |

| Arbitro: | Turrini (Firenze) |

|             |           |  |
| E. Mulè 60’ | Marcatori |  |

| Arbitro: | Arena (Torre del Greco) |

|               |           |                                     |
| D'Ausilio 61’ | Marcatori | 26’ (rig.), 39’ Starita 69’ Manzari |

| Arbitro: | Ancora (Roma) |

|             |           |  |
| Manzari 54’ | Marcatori |  |

| Arbitro: | Scarpa (Collegno) |

|                                  |           |  |
| Semenzato 34’ Marotta 52’ (rig.) | Marcatori |  |

| Arbitro: | Pirrotta (Barcellona Pozzo di Gotto) |

|                          |           |  |
| E Mulè 60’ Giannotti 70’ | Marcatori |  |

| Arbitro: | Delrio (Reggio Emilia) |

|                                                              |           |  |
| Iemmello 1’, 81’ Vandeputte 30’, 60’ Biasci 47’ Brignola 84’ | Marcatori |  |

| Arbitro: | Giaccaglia (Jesi) |

|                                  |           |                                     |
| Fella 8’ Manzari 20’ E. Mulè 49’ | Marcatori | 34’ (rig.) Di Paolantonio 78’ Tonin |

| Arbitro: | Sfira (Pordenone) |

|  |           |              |
|  | Marcatori | 67’ Bizzotto |

| Arbitro: | Mastrodonato (Matera) |

|             |           |                            |
| Starita 85’ | Marcatori | 59’ Paolini 88’ Castellano |

| Arbitro: | Gigliotti (Cosenza) |

|                          |           |  |
| Diego Peralta 34’ (rig.) | Marcatori |  |

| Arbitro: | Diop (Treviglio) |

|                   |           |                                   |
| Starita 4’ (rig.) | Marcatori | 34’ Sorrentino 48’, 78’ Salvemini |

| Arbitro: | Di Cicco (Bari) |

|                         |           |  |
| Solcia 14’ Patierno 39’ | Marcatori |  |

| Arbitro: | Lovison (Padova) |

|                             |           |                   |
| Manzari 5’ (rig.), 60’, 76’ | Marcatori | 45+1’ (rig.) Ganz |

| Arbitro: | Vingo (Pisa) |

|              |           |                                |
| Caturano 50’ | Marcatori | 37’ M. Rolando 90+1’ Giannotti |

| Arbitro: | Andreano (Prato) |

|                        |           |               |
| Lescano 49’ Brosco 59’ | Marcatori | 12’ De Santis |

| Arbitro: | Rinaldi (Bassano del Grappa) |

|                            |           |                 |
| Starita 53’ M. Rolando 86’ | Marcatori | 24’ Kyeremateng |

### Play-off
| Arbitro: | Emmanuele (Pisa) |

|             |           |  |
| Starita 82’ | Marcatori |  |

| Arbitro: | Monaldi (Macerata) |

|                                |           |               |
| Sainz-Maza 38’ D'Ausilio 90+2’ | Marcatori | 50’ Viteritti |

### Coppa Italia Serie C
| Arbitro: | Vingo (Pisa) |

|                    |           |                       |
| Guida 90+1’ (rig.) | Marcatori | 27’ Manzari 88’ Corti |

| Arbitro: | Centi (Terni) |

|                                        |           |                       |
| Radicchio 9’ Panico 34’ Cantisani 110’ | Marcatori | 40’ Fella 64’ Starita |

## Statistiche

### Statistiche di squadra
| Competizione         | Punti | In casa | In casa | In casa | In casa | In casa | In casa | In trasferta | In trasferta | In trasferta | In trasferta | In trasferta | In trasferta | Totale | Totale | Totale | Totale | Totale | Totale | DR |
| Competizione         | Punti | G       | V       | N       | P       | Gf      | Gs      | G            | V            | N            | P            | Gf           | Gs           | G      | V      | N      | P      | Gf     | Gs     | DR |
| -------------------- | ----- | ------- | ------- | ------- | ------- | ------- | ------- | ------------ | ------------ | ------------ | ------------ | ------------ | ------------ | ------ | ------ | ------ | ------ | ------ | ------ | -- |
| Serie C              | 42    | 15      | 9       |         | 6       | 21      | 15      | 14           | 3            | 6            | 5            | 14           | 20           | 29     | 12     | 6      | 11     | 35     | 35     | 0  |
| Coppa Italia Serie C | -     | 1       | 0       | 1       | 0       | 1       | 1       | 1            | 0            | 0            | 1            | 1            | 2            | 2      | 0      | 1      | 1      | 2      | 3      | -1 |
| Totale               | 42    | 16      | 9       | 1       | 6       | 22      | 16      | 15           | 3            | 6            | 6            | 15           | 22           | 31     | 12     | 7      | 12     | 37     | 38     | -1 |